# 身体表現性障害
身体表現性障害（しんたいひょうげんせいしょうがい、英: somatic symptom disorder; 旧称: somatoform disorders）という分類について述べる。身体表現性障害の分類には、身体疾患を示唆する身体症状を示すが、それが一般身体疾患、物質の直接的な作用、または他の精神障害によって完全には説明されないことを共通とした特徴とする個々の障害が含まれる。

## 概要
現在の医療制度では除外診断が充分でなく、実際は精神障害ではない様々な疾患等が「気持ちの問題である」と片付けられ、身体表現性障害という診断を受ける。分類名であるため診断名として扱うのは誤用である。
現在、この疾患は他の様々な疾患が誤診を受け、そのことが問題になっている。
2013年のDSM-5（『精神障害の診断と統計マニュアル』第5版）では身体症状症および関連症群へと名称が変わった。医学的に説明できないという限界のある定義を外すことで、受けるべき身体的な検査から除外されるという懸念を減らし、また身体疾患の並存を可としたためである。以前の第4版（DSM-IV、1994年）では身体表現性障害の大分類が、『ICD-10 第5章:精神と行動の障害』にも同名の中分類があった。以前のこの定義では精神が症状の中心となっていた。
個々の診断名を一部挙げる。身体症状に過度にとらわれ心配している身体化障害や、典型的には先行するストレスが転換されて既存の解剖学的知見に沿わない発作、麻痺、歩行障害などを呈す転換性障害（変換症）、病気に関して過度にとらわれている病気不安症が含まれる。歴史的にヒステリー、神経衰弱と呼ばれたものを内包している。これら診断名は、身体疾患の見すごしや、汚名を着せられるといった不利益に注意して用いられる。
DSM以外の定義では。心身症は、身体疾患が確定しストレスによって症状が増悪し、確立されている身体疾患を対象とする傾向がある。機能性身体症候群 (または症状、Functional somatic syndromes, FSS) では、身体と精神とが一体となって症状が生じており、線維筋痛症、慢性疲労症候群などが含まれ、DSM-5による「身体症状症」の定義では、心身症や機能性身体症候群との重複は大きくなる。心身の反応、機能性身体症候群では原因に心理的要因が、身体に病理学的所見がない。
線維筋痛症、慢性疲労症候群、感染症後の慢性疲労等の免疫関連疾患には病理学的所見がなく、この疾患の診断を受けるが、決して気持ちの問題というわけではない。この疾患は体内異物に対する免疫反応等の様々な免疫疾患が誤診を受ける。

## 定義
精神医学的障害の一種である。

## 分類
| 身体表現性障害(DSM-IV, 1994年)                                    | 身体症状症および関連症群 (DSM-5, 2013年) |
| ----------------------------------------------------------------- | ---------------------------------------- |
| 心気症                                                            | 病気不安症                               |
| 身体化障害 疼痛性障害 心気症 鑑別不能型身体表現性障害（神経衰弱） | 身体症状症                               |
| 転換性障害                                                        | 転換性障害/変換症（機能性神経症状症）    |
| －                                                                | 虚偽性障害（作為症）以前は分類が別       |
| 身体醜形障害                                                      | －                                       |

### DSM-IV
以前のDSM-IV-TR（1994年）では以下の様に分類されている。
- 病気不安症 - 病気に関する不安が正常を逸脱している。誤った解釈に基づいている[12]。ささいな身体症状から、がんになったと思い込んでいるなど。

- 身体化障害 - 歴史的にヒステリーと呼ばれ、痛み、胃腸など多い症状で何年も持続する[12]。しかし、これはBreast Implant Illness 等の異物に対する免疫関連症状の典型的な症状であるので、[13]実際は異物の免疫反応や慢性疲労症候群等のなんらかの免疫疾患にかかっている患者がこの症状を訴えこの疾患の診断を受けていると考えられる。[14]
- 鑑別不能型身体表現性障害 - 過去に神経衰弱と呼ばれたものをここに分類し、上記診断の閾値以下で6か月以上続く[11]。
- 疼痛性障害 - 重篤な疼痛の発症、悪化、持続が心理的要因によって起きている[15]。一般身体疾患によって疼痛が生じ、疼痛の維持にも心理的要因がほとんど関与しない場合、精神障害とはみなされない[15]。

- 転換性障害 - この転換の語は、無意識的な心理的な葛藤が身体症状となって表れているということであり、診断基準Bに先行する葛藤やストレスがありそれが関連しているということを必要としている[16]。身体疾患、隠れた神経疾患、投薬などの影響を除外することを、診断基準Dが要求する[16]。けいれん、ひきつけ、麻痺、嚥下困難、痛覚の喪失、失声、幻覚、見えない、聞こえないといった症状を呈す[16]。診断技術が改善される前は、多くて半分までが、後に一般身体疾患が明らかとなり誤診であった[16]。
- 身体醜形障害 - 想像上の外見の欠陥に過度にとらわれている[12]。
- 特定不能の身体表現性障害。

### DSM-5
DSM-5（2013年）では、身体症状症は、以前の身体化障害の診断基準を変更して疼痛性障害や鑑別不能型身体表現性障害を統合したもので、また分類に虚偽性障害を含めた。
- 病気不安症 - 病気に関する不安が正常を逸脱している。

- 身体症状症 - 身体症状や健康に関する過剰な心配に度を超えてとらわれており、著しい苦痛や機能の障害を呈している場合に診断され、除外すべき場合は隠れた医学的疾患や、あるいはなんらかの医学的疾患の場合であり、また身体的な疾患に誤って精神障害の診断を下せば、介護者や家族が不適切に認識されたり、医療サービスが打ち切られるなど不利益を被る可能性がある[10]。DSM-IVのアレン・フランセスはこの診断名は以前より基準が緩くなり、そのような不利益に対する注意が不十分なため無視すべきだと警告している[17]。

- 転換性障害/変換症（機能性神経症状症） - 既存の解剖学的知見に沿わない発作、麻痺、歩行障害などを呈し、典型的にはストレスの多い出来事の後に起こり、除外すべきは、神経疾患、詐病などである[18]。西洋文化圏では20世紀初頭にはよくみられたが、きわめてまれとなった[18]。
- 虚偽性障害（作為症） - 世話を受けるために病者を装っており、金銭や罰をまぬがれるといった分かりやすい動機はなく、その症状も意図的に作り出されている[19]。薬を使ったり、自らを傷つけたりすることで症状を作り出す。

## 診断
正確な診断は良好な関係からなされるものであり、まず重要なことはニーズを聞き理解に努めることで、これはすべてに勝ることであり、良好な関係が構築されれば大事がなされたと言える。限られた情報によって早まって診断をくだしがちだが、共感的態度で、情報提供しながら共同作業的に進める。特定不能とすることを恥じる必要はなく、情報不足、はっきりしない症状、また身体疾患や物質（薬物）が症状を起こしているのかがはっきりしない場合には診断は不確実となり、さらに多くの情報を得る必要性があることを示している。はっきりしない状況で診断するには、その診断がその人を助けるか、あるいは害をなすかを考慮する必要がある。患者は精神科を紹介されたことで、症状は気のせいだと感じ不快に思っている場合もあるが、じっくり訴えに向き合うことで、身体疾患が明らかとなることもある。
身体症状症について、おおげさだと非難したり医学的疾患を見すごした場合、汚名を着せたり、不適切な薬物療法や心理療法につながったり、病気になったりといった被害を被りうるため、そうした危険性に十分な注意が必要とされる。失明のような中枢神経の症状は心因性として仮定しがたいという生理学者の意見もある。
身体表現性障害という分類自体を診断名かのように扱うのは不適切であり、個々の診断基準を適応していない不適切な臨床につながるため、この用語自体は臨床で役立つとは言えない。
解剖学的に非合理的な症状を呈し、かつ心因性として起こりやすい症状であれば、身体表現性障害や心因性の診断を行いがちだが、たいした心因がない場合も多く、ほとんどが自己免疫性の脳症が推定され免疫療法に反応したという報告がある。検査技術の向上によって器質性疾患（身体的な所見がある）の鑑別が進んできたが、検査でとらえにくく残ってきたものが自己免疫性脳症だとも考えられる。21世紀に入り、自己抗体の知見や検査技術が進展し自己免疫性脳炎・脳症の症例が蓄積されたきたが、これまで心因性とされてきたような、身体表現性障害でみられる偽神経症状のような症状を起こしやすく、とりわけ症状が1つ2つというわけではない場合に疑える。
心身症では、身体疾患が確定しストレスなどによってこれが悪化する場合の病態である。身体医学にて確立された疾患が対象となる傾向が大きい。

### 機能性身体症候群
以下は精神障害の診断名ではない。
いわゆる心身の反応、または機能性身体症状（あるいは症候群）では、原因に心理的要因が皆無で組織などに病理がないが、身体症状の増悪また慢性化に心理・社会的な要因が関与する。身体や病理学的には異常がないが、神経、内分泌、免疫といった恒常性の維持が破たんしている可能性があり、慢性的なストレスと関りがあるとみなされている。
機能性身体症候群は、症状の訴えや、障害の程度が、確認できる組織障害の程度に対して大きい。以前のDSM-IVの身体表現性障害の定義では精神が中心となっているので違和感があるが、それを外したDSM-5による「身体症状症」の定義では、身体と精神が一体となっているという心身症や機能性身体症候群との重複は大きくなる。
繊維筋痛症では、精神障害とするならば疼痛性障害となるが、治療のための証拠がある繊維筋痛症と診断したほうがいいという議論がある。
『精神科治療における処方ガイドブック』では、本分類の項で以下も紹介している。
- 線維筋痛症[27] - 広範囲に痛みがあり、診断基準では全身の18か所を押したときに11か所以上が痛い。中高年の女性に発症しやすい。関節リウマチ、がんなど鑑別困難なものがあり、診断は慎重に下される。
- 慢性疲労症候群[27] - 激しい疲労感のため社会生活が送れず、原因不明である。
- 機能性胃腸症と過敏性腸症候群[27] - 消化器系の症状があるが検査による身体疾患として判明せず、過敏性腸症候群では下痢型・便秘型・混合型などで、ストレスや心理的なものも一因にあるとされるもの。
- 更年期障害[27] - 機能性身体症候群の一覧にはない[6]。更年期（中高年）の女性において、女性ホルモンの分泌の変動と性格などによって複合的に、ほてり、発汗、めまい、頭痛、関節痛、冷え、疲労感といった身体症状を示し、精神では不安や抑うつなどであり、ホルモン補充療法に反応しやすいがこの治療法には副作用もあり21世紀初期に使用が減少した。

### 誤診の例
腰の痛みと歩行困難となり、3人の医師を訪ねたが、それぞれ更年期障害、自律神経失調症、原因不明とされ、まだ痛むので整形外科に入院したが、「気持ちの問題」「痛いと思うから痛い」などと言われ、別の病院に行ったら、血液検査に疑問な点があり化膿性脊髄炎と診断された。先の入院では医師の言動によって心因性に症状が悪化したといってよい。
他には、頭痛、めまい、歩行時によろめくといった症状を呈し、大学付属病院の内科で異常がなかったため、精神科に行き心因性が疑われた後に、脳波異常、右耳に偏った難聴が検査で確認され、外泊を含む入院5か月までに心理面接も定期的に行われ、最終的に、本人が口を割らなかった鎮静剤の慢性中毒だと判明した。
過度の疲労、身体中の痛み、睡眠障害、消化器の不調等の症状があり、通常の検査結果には何も異常が見られない事から「精神的な問題である」と言われていた患者が、他院に転院し遺伝子検査を受けた結果、古典型エーラスダンロス症候群判明したケースもある。エーラスダンロス症候群は身体症状症や慢性疲労症候群と誤診を受けがちな症状を呈することがある。このような身体表現性障害と似ている症状が重く現れる患者の場合、エーラスダンロスの典型症状である皮膚の進展症状が重症ではない場合もある。エーラスダンロス症候群の有病率は5000人に1人と言われているがこれは誤りであり、多くの患者が身体表現性障害等の別の疾患の診断を受け続けるため、正しい診断名にたどり着けないことで有病率が実際の患者数よりも低いのである。
体内異物に対する免疫反応を起こしている患者がこの疾患の診断を受ける。この症状はBreast Implant Illnessと呼ばれ、英語圏ではさまざまな文献が存在している。体内異物は人工関節や美容整形等の液体注入系の異物、豊胸だけではなく鼻や顎等の異物を含む。体内異物に対する免疫反応やアレルギーの場合、通常検査で検査所見は異常が見当たらないが、異物を除去することで症状が改善する。この疾患は海外では身体表現性障害に誤診を受けやすい疾患としてBreast implant illnessと呼ばれ多くの文献で取り上げられている。
心因性に見えても、身体の検査を怠らず、資料を集めて、その範囲を超える不確かな判断に注意し、身体・精神両面からの可能性を忘れないことが教訓とされる。

## 歴史
精神医学における症状による分類は、脳の病理学的な解明が進むまでの手段であり、ドイツ精神医学会を創設したヴィルヘルム・グリージンガーを継承し、診断分類を体系化したエミール・クレペリンの時代には、アルツハイマーの疾患単位も発見されている。クレペリンの偉業は、『精神障害の診断と統計マニュアル』にも受け継がれた。医学の進展は、以前理解されていなかった症状の原因を発見するものであり、精神医学の領域を縮小していき、病原菌としてのスピロヘータの発見は、精神病による麻痺を神経学のものとして置き換えた。
1980年のDSM-IIIに「身体表現性障害」の分類が登場した。精神障害の診断名としての身体表現性、身体化といった言葉は、精神が中心となっているという含意があり、精神と身体が二分されており、精神と身体が一体となっている機能性身体症候群から見れば受け入れにくいものであった。2013年のDSM-5では「身体症状症および関連症群」へと分類名が変更され、「医学的に説明ができない」という信頼性に限界のある定義があり、精神に帰するとして受けるべき身体的な検査から除外されるという懸念を減らし、また身体疾患の並存を可とした。
日本ではクレペリンに学んだ呉秀三（くれしゅうぞう）が19世紀末に診断分類を輸入し、ギリシャ語の子宮 hustéra に由来する、ヒステリーを臓躁狂と訳し、また神経衰弱狂といった診断も日本で用いられるようになった。日本では10世紀より以前から、中国より輸入した養生によって健康増進を図り、また苦しみに社会的また倫理的な価値を見出してきており、そこに精神医学がドイツから輸入され、神経衰弱が共感を得て、日常レベルの苦痛を初めて治療対象とするものとして大衆に受け入れられた。神経衰弱の診断は、第二次世界大戦後には廃れていった。